# Jan Švihálek
Jan Švihálek (* 1972) je český kytarista, zpěvák, skladatel a textař a působí také jako ředitel soukromé školy International School of Brno.

## Vzdělání
Vystudoval Učitelství německého jazyka a literatury a Učitelství tělesné výchovy na Pedagogické fakultě Masarykovy univerzity.

## Zaměstnání
Od roku 2001 pracoval jako učitel na sportovním gymnáziu v Botanické ulici v Brně. V roce 2008 spoluzaložil International School of Brno a tuto školu vede jako její ředitel.
V letech 1998–2001 se také v Argentině živil hraním s kapelou na ulici v Buenos Aires a v této zemi působil též jako instruktor lyžování.
Vystupuje jako zpěvák a hráč na kytaru a harmoniku a zaměřuje se na blues. V roce 1995 založil hudební skupinu Hoochie Coochie Band a kromě této kapely také působí ve skupině Band of Heysek, kterou vede od roku 2015.